# Achmad Nawir
Achmad Nawir (ur. 1911, zm. kwiecień 1995) – indonezyjski piłkarz, reprezentant kraju. Podczas kariery występował na pozycji pomocnika.

## Kariera klubowa
Podczas kariery piłkarskiej Achmad Nawir występował w klubie Tiong Hoa Surabaja.

## Kariera reprezentacyjna
Achmad Nawir występował w reprezentacji Indii Holenderskich w latach trzydziestych. W 1938 roku uczestniczył w mistrzostwach świata. Na mundialu we Francji był kapitanem reprezentacji i wystąpił w przegranym 0-6 spotkaniu I rundy z Węgrami.